# 甲氯环素
甲氯环素（其国际非专利药品名称为“Meclocycline”），也称为“氯甲烯土霉素”，是一种四环素类抗生素。它能与tRNA结合，从而达到抑菌的效果，常用于外用（例如用于治疗皮肤的局部感染等）。由于甲氯环素完全不溶于水，如果全身使用可能导致肝脏、肾脏损伤等副作用。